# Dhanaura
Dhanaura é uma cidade e um município no distrito de Jyotiba Phule Nagar, no estado indiano de Uttar Pradesh.

## Geografia
Dhanaura está localizada a 28° 58′ N, 78° 15′ L. Tem uma altitude média de 212 metros (695 pés).

## Demografia
Segundo o censo de 2001, Dhanaura tinha uma população de 24,465 habitantes. Os indivíduos do sexo masculino constituem 53% da população e os do sexo feminino 47%. Dhanaura tem uma taxa de literacia de 58%, inferior à média nacional de 59.5%: a literacia no sexo masculino é de 66% e no sexo feminino é de 49%. Em Dhanaura, 17% da população está abaixo dos 6 anos de idade.